# 新贝尔格莱德
44°48′N 20°25′E / 44.800°N 20.417°E
新贝尔格莱德是组成塞尔维亚首都贝尔格莱德的17个自治市之一，人口217,773（2002年）。
新贝尔格莱德是贝尔格莱德人口最多和最富经济活力的自治市。